# Église Sainte-Marie-Madeleine d'Équennes-Éramecourt
L'église Sainte-Marie Madeleine d'Équennes-Éramecourt est une église paroissiale située à Équennes sur le territoire de la commune d'Équennes-Éramecourt dans le département de la Somme, au sud-ouest d'Amiens.

## Historique
L'église actuelle fut reconstruite en 1895-1896 sur les plans de l'architecte parisien Alphonse-Augustin Richardière ; elle est protégée au titre des monuments historiques : inscription par arrêté du 2 novembre 1998.

## Caractéristiques

### Extérieur
L'édifice de style néo-gothique a été construit en brique avec des bandeaux et des remplages en pierre de taille encadrant les baies. Elle est précédée d'un porche néo-flamboyant. Elle a été conçu selon un plan basilical traditionnel avec une nef unique, un transept saillant et un chœur avec un chevet à trois pans. 
Les sculptures de la façade sont l'œuvre du sculpteur amiénois Daragon.

### Intérieur
L'église conserve conserve un riche décor intérieur :  
- des fonts baptismaux en pierre (XIIIe siècle) ;
- une verrière (XVIe siècle) représentant saint Étienne, un donateur agenouillé, une femme en rouge, et la Croix ;
- des voûtes peintes ;
- des verrières réalisées par le maître verrier Léon Avenet[1].